# 克莱德湾

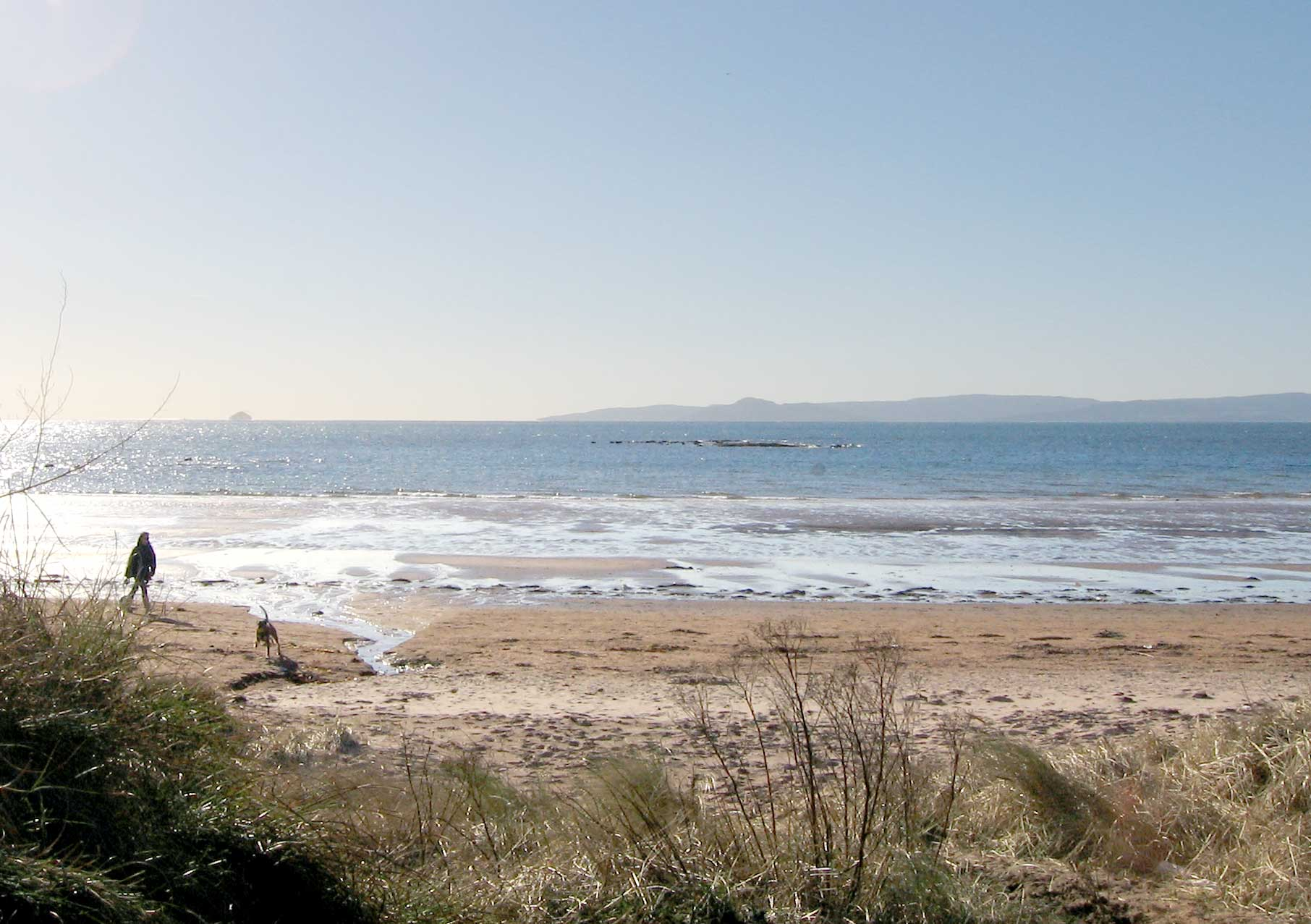
克莱德湾，朝向阿伦岛与艾尔萨岩南部

克莱德湾（英語：Firth of Clyde）位于苏格兰西南，是不列颠群岛最大和最深的海湾，西侧的琴泰半岛将之与大西洋隔开，东至艾尔郡。基尔布兰南海峡是克莱德湾的一部分，将琴泰半岛与阿伦岛隔开。克莱德湾的气候受到美洲墨西哥湾暖流的影响。
克莱德湾入口的宽度为26英里（42千米）。它在北部地区与隆湖和盖尔湖连接，格里诺克便坐落于这一区域内，克莱德河由此注入湾内。
克莱德河与克莱德湾的文化和地理分界较为模糊。苏格兰人有时称邓巴顿“坐落于克莱德湾上”，而格拉斯哥港和格里诺克的居民常将北部的湾区直接称为“河”。